# Erodium rupicola
El alfilerillo de Sierra Nevada o reloj de Sierra Nevada (Erodium rupicola) es una especie herbácea y perenne perteneciente a la familia de las geraniáceas. 

## Distribución
Es una planta característica del sur de España. Se la considera un endemismo de Sierra Nevada, sierra de los Filabres y sierra de Baza, más abundante en las últimas, en las provincias de Almería y Granada, en un área estimada de 34 km², entre las altitudes de 1350 y 2200 metros.

## Hábitat
Se conocen 17 subpoblaciones, ninguna mayor de 1000 ejemplares, siendo su población total estimada en menos de 6000&ejemplares, con tendencia decreciente. Se puede encontrar en comunidades subrupícolas, en zonas con un nivel moderado de nitrificación, normalmente rodeado de ejemplares de Sedum dasyphyllum, Umbilicus rupestris, Asplenium foreziense, Sedum amplexicaule, Festuca scariosa, Sedum album, Cerastium gibraltaricum, Euphorbia characias ssp. characias, Antirrhinum hispanicum, Sedum acre, Rhamnus pumila y Hormathophylla longicaulis. Prefiere zonas de umbría.

## Descripción
Se trata de una planta herbácea, vivaz, rizomatosa, cubierta de pelos glandulares y eglandulares. Las hojas tienden a nacer muy cerca del suelo. Además, tienen un pecíolo velloso y aproximadamente de 5 a 7 pares de foliolos, en general pinnnatífidos, y uno terminal trilobado. Su escapo floral mid hasta 20 cm, y presenta flores ligeramente zigomorfas, con un cáliz de 5 sépalos y una corola con 5 pétalos ligeramente diferentes y con manchas en la base de los dos que se encuentren en el extremo superior, presentando un color rosado o blanco-rosado y con venas púrpuras. Da flor normalmente de junio a septiembre, aunque se le puede ver con frecuencia incluso en enero en flor resistiendo temperaturas bajo cero si se dan las condiciones de humedad precisas.

## Amenazas
Esta especie se ve amenazada debido principalmente al mantenimiento de cortafuegos y a la reforestación. La presencia humana en lugares cercanos a los caminos también afecta a la población, así como los trabajos de mantenimiento de las carreteras. 